# 84225 Веріш
84225 Веріш (84225 Verish) — астероїд головного поясу, відкритий 12 вересня 2002 року.
Тіссеранів параметр щодо Юпітера — 3,530.